# Члухи
Члухи (пол. Człuchy) — село в Польщі, у гміні Смолдзіно Слупського повіту Поморського воєводства.
Населення — 51 особа (2011).
У 1975-1998 роках село належало до Слупського воєводства.

## Демографія
Демографічна структура станом на 31 березня 2011 року:
|          | Загалом | Допрацездатний вік | Працездатний вік | Постпрацездатний вік |
| -------- | ------- | ------------------ | ---------------- | -------------------- |
| Чоловіки | 29      | 5                  | 23               | 1                    |
| Жінки    | 22      | 7                  | 10               | 5                    |
| Разом    | 51      | 12                 | 33               | 6                    |